# Rambo 3 (jeu vidéo, Sega)
Pour les articles homonymes, voir Rambo 3 et Rambo.
Rambo 3 est un jeu vidéo d'action basé sur le film homonyme sorti en 1989 sur Master System et en 1989 sur Mega Drive. Le jeu a été développé et édité par Sega. La version Master System est un jeu de tir au pistolet.